# منشأة نصار (البحيرة)
قرية منشاة نصار هي إحدى القرى التابعة لمركز دمنهور في محافظة البحيرة في جمهورية مصر العربية. حسب إحصاءات سنة 2006، بلغ إجمالي السكان في منشاة نصار 5380 نسمة، منهم 2769 رجل و2611 امرأة.